# Halo Wars
Halo Wars är titeln på ett realtidsstrategi-spel utvecklat av Ensemble Studios och Robot Entertainment, och gavs ut av Microsoft Game Studios till Xbox 360.
Spelet utspelar sig drygt 20 år innan det första spelet, Halo: Combat Evolved. Halo Wars släpptes den 27 februari 2009. Ett antal nedladdningsbara expansioner kommer att släppas till spelet. Den första, Strategic Options, släpptes den 19 maj 2009.

## Handling
Handlingen utspelar sig år 2531, ca 21 år innan händelserna i det första spelet i Halo-trilogin; Halo: Combat Evolved. Man får i Halo Wars stifta bekantskap med några nya karaktärer och självklart spartaner.
Spelet börjar ovanför den mänskliga kolonin Harvest, som är en koloni bland de så kallade yttre kolonierna. Sju år innan spelets handling blev Harvest attackerad av ett kollektiv av utomjordingar, kallat Covenants (eller försvenskat Covenanterna), som har målet att radera mänskligheten. Nio år senare, då Halo Wars tar sin början, slåss man fortfarande om den tidigare kolonin som idag bara är ruiner. 
I omloppsbana runt planeten ligger rymdskeppet Spirit of Fire. Detta är ett tidigare civilt kolonirymdskepp som togs över av UNSC (United Nations Space Command). Efter en välbehövlig renovering blev skeppet ett krigskepp fyllt med soldater, fordon och mobila baser. Kapten James Cutter är den nuvarande befälhavaren ombord med uppdraget att ta reda på vad Covenanterna finner så intressant på Harvests sydpol. Tillsammans med professor Ellen Anders och Sgt. John Forge försöker de ta reda på Covenanternas planer.
Det covenanterna har upptäckt är en karta av den urgamla och sedan länge utdöda rasen Forerunners. Denna leder både Spirit of Fire och Covenanterna till en annan mänsklig koloni; Arcadia. Efter ankomsten hjälper besättningen att evakuera civila från planeten då Covenanterna attackerade Arcadia innan Spirit of Fire hann anlända dit. Efter många strider blir professor Anders tillfångatagen av Covenanterna och Spirit of Fire följer efter det Covenantiska rymdskepp som hon hålls fången på. Detta leder dem till en så kallad sköldvärld som Covenanterna upptäckt sedan lång tid tillbaka. (En sköldvärld är som en planet som fungerar som en skyddsbunker mot Halo-ringarnas vapen).
Det visar sig dock att Covenanternas anledning till deras letande var att finna en nyckel som skulle starta upp de mängder av Forerunner- rymdskepp som finns inuti sköldvärlden. Spirit of Fire lyckas få reda på planen efter att Anders, som är nyckeln till uppstartandet av rymdskeppen, lyckas fly och för att rädda människorna från en ännu övermäktig Covenantisk rymdflotta bestämmer sig kapten Cutter för att spränga sköldvärlden på Anders uppmaning. För att spränga världen används Spirit of Fires FTL- reaktor (Faster Then Light, vilket får rymdskeppen att hoppa in i Halovärldens version av hyperrymden) vilket gör att de inte kan ta sig hem till mänskligt territorium på minst ett decennium. 
De lyckas dock spränga sköldvärlden och alla rymdskepp inuti den tack vare Sgt. Forge som stannade kvar och sprängde reaktorn. Till en kostnad av många soldaters liv lyckas de ta sig ut ur världen och fly, dock utan en FTL-reaktor som kan föra tillbaka dem.

## Spelets uppbyggnad
Halo Wars är gjort av Ensemble Studios; skaparna av den berömda Age of Empires-serien och Age of Mythology. Halo Wars är ett nytt spel på flera sätt men påminner bitvis om de tidigare Age of Empires-spelen. Exempel på detta är det välkända basbyggandet och uppgraderandet av trupper. Skillnaden nu är dock, utöver grafiken, att man inte kan bygga baser överallt och man inte behöver samla på mat, sten, silver osv. Istället kommer resurserna i en stadig ström från Supply pads.
I kampanjläget följer man trupper från UNSC och det finns inget kampanjläge där man är Covenanterna. Vill man spela som Covenanterna kan man göra det i Skirmish-läget eller i multiplayer. Som UNSC får man tillgång till vissa hjälpmedel som inte fanns i Ensemble Studios tidigare spel. Dessa hjälpmedel är MAC-rounds från Spirit of Fire, cryo bomb som fryser ner fienden en kort stund och carpet bomb.
Genom hela kampanjläget kan man samla på olika skallar och svarta lådor. De svarta lådorna är 15 till antalet, en på varje bana, och låser vid upphittandet upp bitar i Halo Wars timeline. Dessa bitar innehåller berättelser vid sidan om de flesta Halo-spelen. Skallarna är också 15 till antalet och för att låsa upp dessa krävs det att man gör klarar vissa uppdrag under kampanjläget. En del av skallarna gör det lättare att spela men minskar den totala poängen när banan är klar. De andra skallarna fungerar tvärtom.
Man kan i multiplayerläget spela som antingen Covenanter eller UNSC. Beroende på vad man väljer ser baserna olika ut och beteer sig på olika sätt. UNSC:s baser släpps ned från rymden vid byggandet av en ny bas och sedan kommer de byggnader man vill uppföra upp ur marken. UNSC-baserna är fyrkantiga och rektangulära. Covenanterna däremot har spindelliknande baser som dock rymmer lika många byggnader som UNSC-baserna. De har dock en teleporter som kan användas för att snabbt förflytta trupper. Deras baser byggs också upp via gravitationshissar från rymdskeppen i omloppsbana.

## Multiplayer
Halo Wars spelas genom Xbox Live eller genom att man kopplar ihop flera Xbox 360. Man kan spela co-op genom hela kampanjen eller olika typer av matcher mot varandra med upp till fem spelare. Man kan välja flera olika spelsätt, från att man bygger baser och attackerar fienden till deathmatch där man börjar med massor av resurser. Tre nytillkomna spellägen är reinforcement (där man efter en viss tid får trupper tilldelade), keepaway (ett capture the flag liknande spelläge) och tug of war (där vinnaren är den med mäktigaste armén).
I multiplayer kan man välja mellan att vara UNSC eller Covenant. Varje sida har tre ledare man väljer som i har olika krafter. Ledarna från UNSC har olika särskilda trupper för just den ledare vilket också Covenanterna har. Det som skiljer sig är dock att Covenanternas ledare är spelbar och finns på kartan. UNSC:s ledare finns inte på kartan men är minst lika effektiva och kan förstöra Covenantledarnas specialattacker. Specialattackerna som tillhör Covenanternas tre ledare är attacker spelarna aktiverar genom ledarna, medan UNSC:s specialattacker endast aktiveras genom en särskild meny.
Covenanternas ledare är:
- The Arbiter, som med två energisvärd går lös på sina fiender.
- Prophet of regret, som nedkallar plasma från rymdskepp.
- Brute chieftain, som använder en stor hammare.

UNSC:s ledare är:
- Kapten Cutter, som med Spirit of Fire:s MAC-kanon bringar död mot Covenanterna.
- Professor Anders, som med hjälp av Cryobomb fryser ned fienden under en tid.
- Sgt. Forge, som lägger bombmattor.